# Gleitring
Gleit- und Gegenringe sind die beiden Hauptkomponenten einer Gleitringdichtung. Als Gleitring wird der axial bewegliche Dichtring einer Gleitringdichtung bezeichnet. Er wird von einer Feder an den Gegenring gepresst. O-Ringe dienen zur sekundären Abdichtung. Einer der beiden Ringe sitzt starr im stationären Teil/Gehäuse (meist der Gegenring), der andere ist auf der rotierenden Welle befestigt (meist der Gleitring). Gleitring und Gegenring stehen ständig im Kontakt, berühren sich aber nicht, sondern gleiten übereinander. Man bezeichnet sie auch als Gegenlaufpaare. Sie können aus dem gleichen Material bestehen, oft bilden aber auch unterschiedliche Werkstoffe die Gegenlaufpaare.

## Werkstoffe
Als Gleitring oder Gegenring kommen eine Reihe unterschiedlicher Werkstoffe in Frage, die sich in vier Hauptgruppen unterteilen lassen:
Kohlenstoff
Kohlenstoff-Graphit, Elektrographit, kunstharzgebundener Kohlenstoff
Keramische Materialien
Siliziumcarbid, Aluminiumoxid, Wolframcarbid
Metallische Werkstoffe
Edelstahl, Grauguss, Chromguss
Kunststoff
PTFE

### Kohlenstoffwerkstoffe
Gleitringe aus Kohlenstoff-Graphitwerkstoffen werden zumeist als der weichere, verschleißende Partner in Hart-weich-Paarungen eingesetzt. Vorteile sind hier je nach Art des Werkstoffs und der Anwendung unter anderem: chemische Beständigkeit, hohe Temperaturbeständigkeit, Lebensmittelzulassung oder Trockenlauffähigkeit. In Kombination mit dem geeigneten Gleitpartner hat der Kohle-Graphitwerkstoff die Fähigkeit, sich mit einem gewissen Anfangsverschleiß optimal auf den Partner einzustellen. Er passt sich zudem variierenden Druck- und Temperaturbedingungen jeweils an.
Bei den Kohlenstoff- und Graphitwerkstoffen unterscheidet man drei wesentliche Werkstoffklassen:

#### Kohlenstoffgraphit
Dieser Werkstoff (auch Hartbrandkohle genannt) wird aus einer Mischung von Petrolkoks und Pechkoks, Ruß und Graphit als Füllstoffe sowie einem thermoplastischen Binder in Form von Steinkohle-Teerpech oder Kunstharz hergestellt. Durch Glühen – dem sogenannten Carbonisieren – bei Temperaturen bis zu 1200 °C erfolgt die Pyrolyse, das heißt die Zersetzung des Bindemittels in flüchtige Bestandteile und Koks. Anschließendes Imprägnieren sorgt für die Gasdichtigkeit. Als Imprägniermittel dienen Kunstharze, Kohlenstoff und verschiedene Metalle wie Antimon. Über die Zusammensetzung der Füllstoffe lassen sich Härte, Wärmeleitfähigkeit, Rohdichte, Porosität, Biegebruchfestigkeit und Reibungskoeffizient der Werkstoffe für nahezu alle denkbaren Anforderungen modifizieren. Eine Fülle unterschiedlicher Imprägniermittel, die ebenfalls starken Einfluss auf die Eigenschaften ausüben, multipliziert die Variantenvielfalt.
Eigenschaften/Einsatzgebiete: Insbesondere imprägnierte Kohlenstoff-Graphite eignen sich für höchste Gleitgeschwindigkeiten und Drücke. Je nach Imprägnierung reicht der Einsatz als Dichtungsring im Trockenlauf über mehrteilige Dichtungsringe bis zum hochbelasteten Gleitring auch bei hohen Temperaturen und chemisch aggressiven Medien.

#### Elektrographit
Ausgangswerkstoff ist Kohlenstoffgraphit. Durch einen Graphitierprozess, einer Temperaturbehandlung bis 3000 °C, erhält der Kohlenstoff die für viele Einsatzzwecke erforderlichen graphitischen Eigenschaften.
Eigenschaften/Einsatzgebiete: Gute Gleit- und Schmiereigenschaften, hohe elektrische wie auch Wärmeleitfähigkeit, hohe chemische Beständigkeit, hohe Temperaturwechselbeständigkeit und gegenüber nichtgraphitierten Werkstoffen eine verbesserte Korrosionsbeständigkeit. Ihr Einsatzgebiet erstreckt sich (auch abhängig von möglichen Imprägnierungen) von trockenlaufenden, hochbelasteten Kohletrennschiebern (Kohlelamellen für Flügelzellenpumpen) über Kohlenstofflager bis hin zu Gleitringen im Nass- und Trockenlauf besonders in aggressiven Medien und in Hochtemperaturanwendungen. Die elektrische Leitfähigkeit ermöglicht den Einsatz beispielsweise als Elektroden und Kohlebürsten.

#### Kunstharzgebundene Kohlenwerkstoffe
Kunstharz als Basismaterial (Bindemittel) wird mit Natur- oder Elektrographit zuzüglich Zusatzstoffen gefüllt.
Eigenschaften/Einsatzgebiete: Nasslauf, geringe Gleitgeschwindigkeiten und Drücke, geringe Anforderungen an die chemische Beständigkeit.

### Keramische Materialien
Keramische Materialien haben als harter Partner in Gleitringdichtungen die metallischen Werkstoffe wie Chromguss, Chrom-Molybdänguß und Chrom-Nickel-Molybdänstahl aufgrund ihrer besseren tribologischen Eigenschaften weitestgehend abgelöst. Neben Aluminiumoxid und Wolframcarbid hat hier vor allem das Siliziumcarbid aufgrund seiner ausgezeichneten Eigenschaften größte Bedeutung erlangt. Es ist leicht (3 g/cm³), extrem hart (1500–3000 HV) und somit sehr verschleißfest, sehr gut wärmeleitfähig und verfügt über ein etwa doppelt so großes Elastizitätsmodul wie Chromstahl. Aufgrund seiner Bedeutung wurden inzwischen eine Reihe weiterer Spezialkeramiken auf Basis des Siliziumcarbids entwickelt. Nachfolgend die wichtigsten:
SSiC:
Direktgesintertes SSiC wird aus einer Mischung aus α- oder β-SiC-Pulver bei 1900 bis 2200 °C in Gegenwart von Spuren von Aluminium, Beryllium oder Bor als Sinterhilfsmittel hergestellt. Direktgesintertes SiC ist sehr feinkörnig und extrem korrosionsbeständig.
SiSiC:
Reaktionsgesintertes Siliziumcarbid SiSiC entsteht durch Verpressen einer Mischung aus α-SiC-Pulver, Graphit und organischen Bindern, die bei 1.000 °C verkoken. Anschließend wird in die Rohlinge flüssiges oder gasförmiges Silizium infiltriert, das durch Erhitzen auf 1500–2200 °C teilweise mit dem Graphit sekundäres SiC bildet. Überschüssiges SiC verbleibt in den Poren mit einem volumetrischen Anteil von ca. 10–15 %. Reaktionsgesintertes Siliziumcarbid besitzt hervorragende tribologische Eigenschaften. Solche Keramiken behalten die hohe Härte, Wärmeleitfähigkeit, chemische Beständigkeit und Korrosionsfestigkeit des Siliziumcarbids, während das in den Poren eingebettete Silizium die Oxidationsbeständigkeit verbessert.
SiC30: 
Der Werkstoff SiC30 nimmt in dem Bereich der Siliziumcarbidwerkstoffe eine Sonderstellung ein, da er die Eigenschaften von Silizium und Graphit vereint. SiC30 wird über die Imprägnierung eines hochporösen Elektrographits mit schmelzflüssigem Silizium hergestellt. Mit dem Eindringen des Siliziums in die Poren entsteht bei den herrschenden Temperaturen durch chemische Reaktion zwischen Kohlenstoff und Silizium das Siliziumcarbid. Der Prozess schreitet so lange fort, bis die Poren vollständig gefüllt sind und nur noch eine geringe Restmenge freien Siliziums (ca. 3 %) verbleibt.
Eigenschaften: SiC30 ist gegenüber wässrigen Salzlösungen, organischen Reagenzien, starken Säuren wie HF, HCl oder HNO3 sowie heißen Inertgasen vollständig resistent. Bedingt einsatzfähig ist das Material in Luft und oxidierenden Gasen, Metallschmelzen oder stark alkalischen Medien.
Hauptanwendungsgebiete finden Gleitringe aus SiC30 als Problemlöser gerade in schlechtschmierenden Medien. Im Vergleich zu anderen Werkstoffen überzeugt SiC30 besonders in Hart-hart-Paarungen durch seine Notlaufeigenschaften bzw. Trockenlauffähigkeit. Die Kombination der Eigenschaften von Graphit (gute Trockenlaufeigenschaften und hohe Temperaturwechselbeständigkeit) verbunden mit der Härte, Festigkeit und Abriebfestigkeit von Siliziumcarbid erlauben die Auslegung spezieller Gleitringdichtungen, die mit anderen Materialien nicht möglich sind.

## Werkstoffpaarungen
Dreh- und Angelpunkt bei der Auslegung von Gleitringdichtungen ist die Materialauswahl. Die Art der Paarung hängt stark von den Einsatzbedingungen ab. Zur Abdichtung gasförmiger Medien etwa, empfehlen sich Hart-weich-Paarungen. Praktisches Beispiel hierfür sind Pumpen, die im Trockenlauf arbeiten. Sie erfordern ausgezeichnete Selbstschmiereigenschaften des Carbonwerkstoffes. Je nach Einsatztemperatur, Korrosivität der Medien oder Rotationsgeschwindigkeit eignen sich dafür unterschiedliche Materialien. In solchen Fällen zeichnen sich beispielsweise Kohlenstoffwerkstoffe aus, die in puncto Trockenlaufeignung, chemische Beständigkeit, Temperaturfestigkeit und Wärmeleitfähigkeit anderen Werkstoffen überlegen sind. In abrasiven Medien sind wiederum eher verschleißfeste Hart-hart-Paarungen gefordert. Hierfür eignen sich speziell in Richtung Gleitfähigkeit modifizierte keramische Werkstoffe wie zum Beispiel der Werkstoff SiC30, der insbesondere bei der Paarung SiC30 gegen SiC30 seine einzigartigen Eigenschaften wie Notlauffähigkeiten unter Beweis stellt.
| Werkstoffe                     | Bez. nach DIN 24960 | B    | A | Y | S | U2      | U3      | U4      | U5      | U6   | V |
| ------------------------------ | ------------------- | ---- | - | - | - | ------- | ------- | ------- | ------- | ---- | - |
| Kohlegraphit kunstharzimpr.    | B                   | −    | 0 | 0 | 0 | 0       | 0       | 0       | 0       | 0    | 0 |
| Kohlegrafit antimonimpr.       | A                   | −    | − | 0 | 0 | 0       | 0       | 0       | 0       | 0    | 0 |
| PTFE                           | Y                   | −    | − | − | 0 | 0       | 0       | 0       | 0       | 0    | 0 |
| Chromguss                      | S                   | #    | # | − | − | 0       | 0       | 0       | 0       | 0    | 0 |
| Wolframcarbid nickelgeb.       | U2                  | #, × | * | − | − | ×, >    | 0       | 0       | 0       | 0    | 0 |
| Siliziumcarbid druckl. gesint. | U3                  | #, × | − | − | − | ×, >    | −       | 0       | 0       | 0    | 0 |
| Siliziumcarbid reaktionsgeb.   | U4                  | #, × | * | − | − | ×, >    | ×       | ×, >    | 0       | 0    | 0 |
| Kohlegrafit oberflächensiliz.  | U5                  | #, × | − | − | − | #, ×, > | #, ×, > | #, ×, > | ×, ×, > | 0    | 0 |
| Kohlegrafit siliziumimpr.      | U6                  | #, × | * | − | − | #, ×, > | #, ×, > | #, ×, > | #, ×, > | *    | 0 |
| Aluminiumoxid                  | V                   | #, × | − | × | − | ×, >    | ×, >    | ×, >    | ×       | #, × | − |

Legende: # Bedingte Notlaufeigenschaft; × korrosionsfest; > verschleißfest; * höchstdruck- und temperaturfest; − unübliche Paarung
Tabelle aus: „ABC der Gleitringdichtungen“
Die Auswahl der geeigneten Werkstoffpaarung sollte in direkter Zusammenarbeit und nur nach sorgfältiger Beratung mit dem Hersteller der Gleitringdichtung bzw. der Hersteller von Gleitringen erfolgen.

## Hersteller
Zu den wichtigsten Herstellern von Gleitwerkstoffen weltweit zählen:
- Mersen (ehemals Carbone Lorraine) (Frankreich)
- Schunk Kohlenstofftechnik (Deutschland)
- SGL Carbon (Deutschland)
- Morgan Advanced Materials (Großbritannien)